# Wielsbeke
Wielsbeke is een plaats en gemeente in de Belgische provincie West-Vlaanderen. De gemeente telt over de 10.000 inwoners.

## Kernen
De gemeente bestaat naast Wielsbeke zelf nog uit de deelgemeenten Ooigem en Sint-Baafs-Vijve. Deze liggen net als Wielsbeke op de linkeroever van de Leie. Ooigem ligt iets meer stroomopwaarts, gescheiden van Wielsbeke door het kanaal Roeselare-Leie. Sint-Baafs-Vijve ligt net iets meer stroomafwaarts ten opzichte van Wielsbeke.
| # | Naam                   | Opp. (km²) | Inwoners (2020) | Inwoners per km² | NIS-code |
| - | ---------------------- | ---------- | --------------- | ---------------- | -------- |
| 1 | Wielsbeke (I)          | 8,71       | 3 944           | 453              | 37017A   |
| 2 | Ooigem (II)            | 4,56       | 3 443           | 755              | 37017B   |
| 3 | Sint-Baafs-Vijve (III) | 8,64       | 2 446           | 283              | 37017C   |

De gemeente Wielsbeke grenst aan de volgende dorpen en gemeenten:
| - a. Wakken (gemeente Dentergem) - b. Markegem (gemeente Dentergem) - c. Oostrozebeke (gemeente Oostrozebeke) - d. Hulste (stad Harelbeke) - e. Bavikhove (stad Harelbeke) |

| - f. Beveren (stad Waregem) - g. Desselgem (stad Waregem) - h. Sint-Eloois-Vijve (stad Waregem) - i. Zulte (gemeente Zulte) |

Wielsbeke, deelgemeenten en buurgemeenten. De gele gebieden zijn bebouwde kernen.

## Geschiedenis
Vondsten van de jaren '70 van de 20e eeuw, en van 2005, zoals vuurstenen bijlen en dergelijke, wijzen op bewoning in het neolithicum. Ook zijn sporen van bewoning aangetroffen van rond het begin van de jaartelling, en van de volle middeleeuwen (10e-12e eeuw).
In 1075 werd Wielsbeke voor het eerst schriftelijk vermeld, als Wilesbecke. De belangrijkste heerlijkheid was Ter Broucke en de heren zetelden in het kasteel dat later als Kasteel Hernieuwenburg bekend zou worden.
In de 18e eeuw kwam de vlasnijverheid op, inclusief de vlasbewerking zoals roten en zwingelen, het spinnen en het weven. In 1739 werden in Wielsbeke 106 wevers geteld.
In 1885 vestigden zich de Zusters van Onze-Lieve-Vrouw der Zeven Weeën uit Ruiselede in Wielsbeke. Zij verzorgden onderwijs en een tehuis voor wezen en voor bejaarden.

## Bezienswaardigheden
- Het neoclassicistisch kasteel "Ten Broucke" werd rond 1870 heropgebouwd door de adellijke familie van der Bruggen. Vanaf 1935 was het gebouw en het domein in handen van de KSA die de naam veranderde in Hernieuwenburg. In 1964 kocht de gemeente het domein van 10 ha om er het gemeentehuis te vestigen.
- De 19de-eeuwse Sint-Laurentiuskerk brandde in 1940 af en werd een 600-tal meter noordelijker heropgebouwd in 1953-55. De plannen waren van de Kortrijkse architect L. De Meyer. Het inkomportaal en timpaan van de oude kerk bleef bewaard en werd geïntegreerd in een kapel op het kerkhof.
- De Begraafplaats van Wielsbeke met onder meer Britse oorlogsgraven.
- Het Kasteel Hernieuwenburg.
- Beeld van Juliaan Claerhout, tegen de muur van het Cultureel Ontmoetingscentrum.
- Beeld de Vlasser, door Roland Debucqoy, van 1988, naast de kerk.

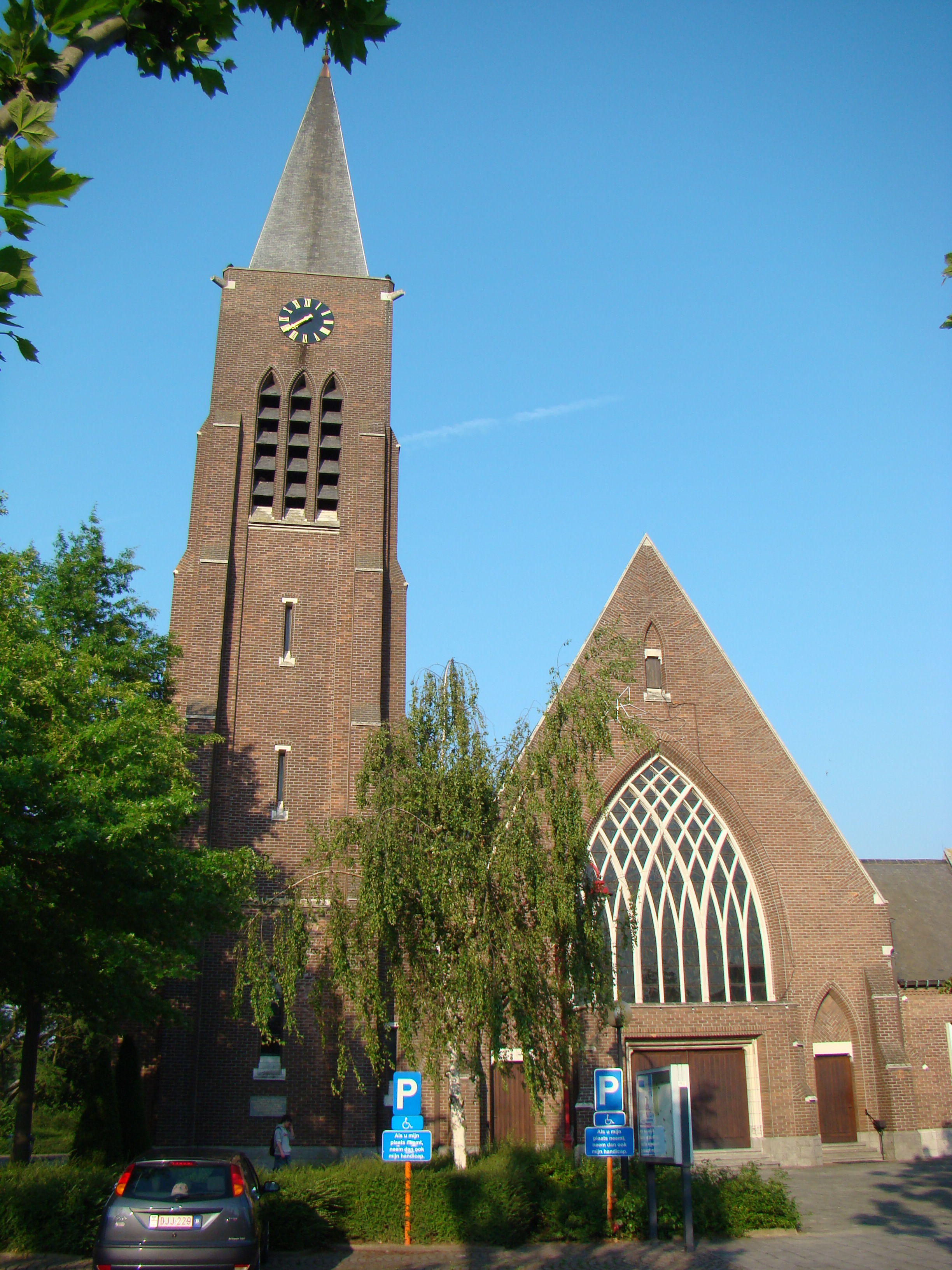
Sint Laurentiuskerk
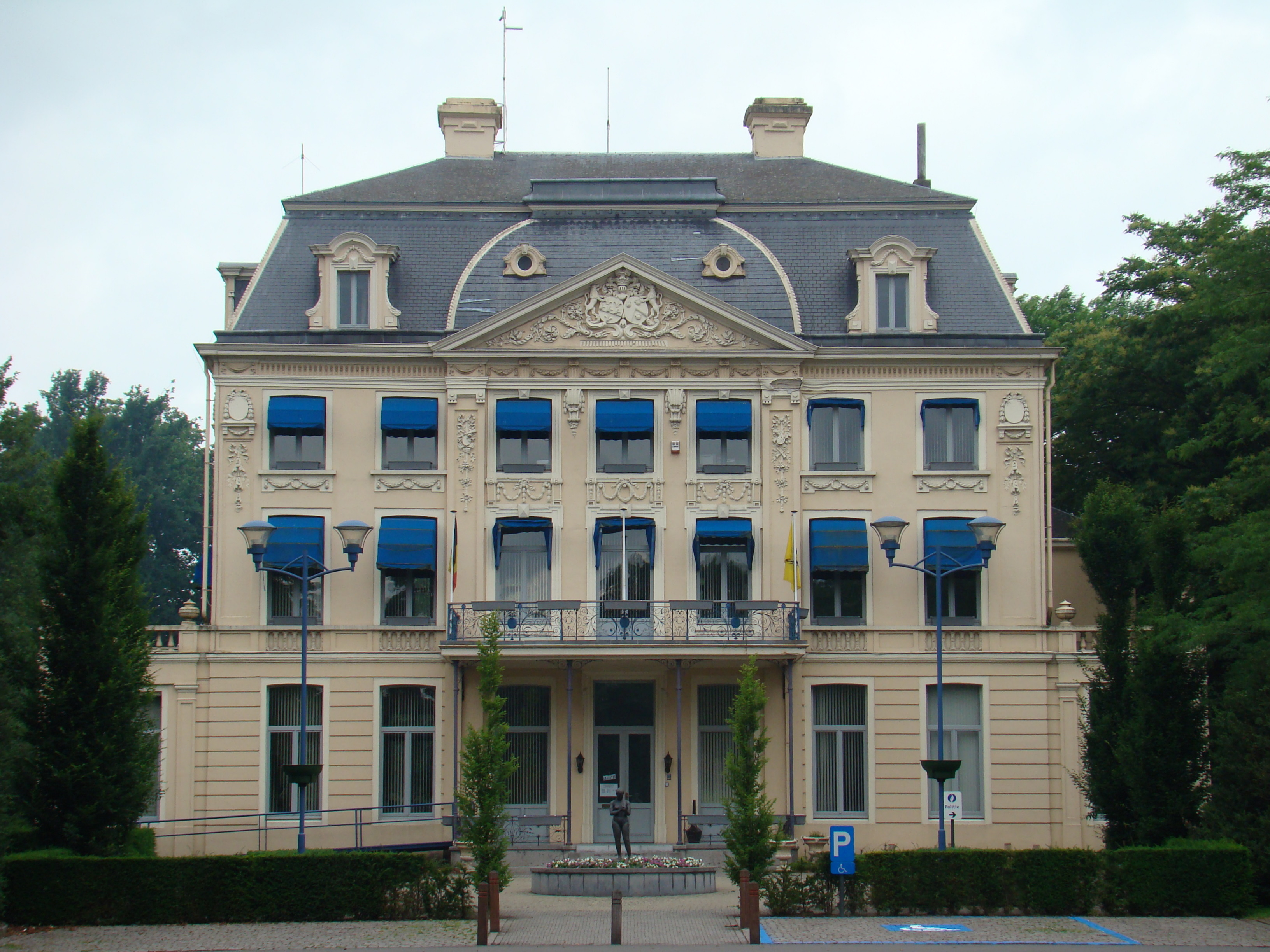
Kasteel Hernieuwenburg, nu dienstdoend als gemeentehuis
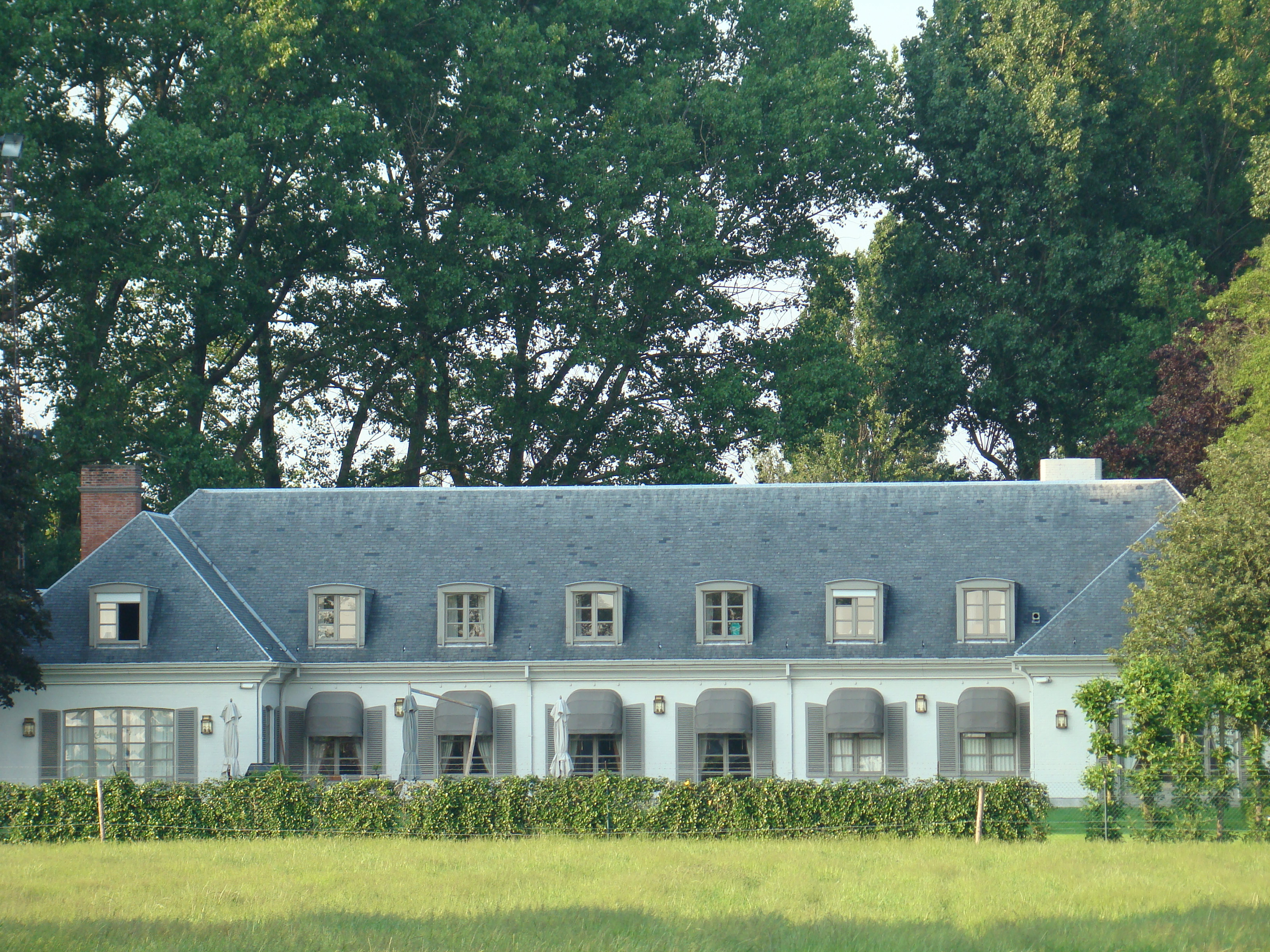
Geboortehuis van de tweede generatie van de familie Roger De Clerck, stichter van de Beaulieu group

## Natuur en landschap
Wielsbeke ligt in de vallei van de Leie en deels in het Hoogland van Hulste. De hoogte bedraagt 10-16 meter. De Oude Leie-arm op de grens met Sint-Baafs-Vijve is een restant van de meanderende Leie die in 1974 werd rechtgetrokken.

## Demografische ontwikkeling

### Demografische evolutie voor de fusie
- Bronnen:NIS, Opm:1831 tot en met 1970=volkstellingen; 1976 = inwoneraantal op 31 december

### Demografische ontwikkeling van de fusiegemeente
Alle historische gegevens hebben betrekking op de huidige gemeente, inclusief deelgemeenten, zoals ontstaan na de fusie van 1 januari 1977.
- Bronnen:NIS, Opm:1831 tot en met 1981=volkstellingen; 1990 en later= inwonertal op 1 januari

| Inwoners van jaar tot jaar op 1 januari 1992 tot heden | Inwoners van jaar tot jaar op 1 januari 1992 tot heden | Inwoners van jaar tot jaar op 1 januari 1992 tot heden |
| jaar                                                   | Aantal                                                 | Evolutie: 1992=index 100                               |
| ------------------------------------------------------ | ------------------------------------------------------ | ------------------------------------------------------ |
| 1992                                                   | 8.434                                                  | 100,0                                                  |
| 1993                                                   | 8.412                                                  | 99,7                                                   |
| 1994                                                   | 8.461                                                  | 100,3                                                  |
| 1995                                                   | 8.564                                                  | 101,5                                                  |
| 1996                                                   | 8.578                                                  | 101,7                                                  |
| 1997                                                   | 8.644                                                  | 102,5                                                  |
| 1998                                                   | 8.801                                                  | 104,4                                                  |
| 1999                                                   | 8.815                                                  | 104,5                                                  |
| 2000                                                   | 8.911                                                  | 105,7                                                  |
| 2001                                                   | 8.936                                                  | 106,0                                                  |
| 2002                                                   | 8.977                                                  | 106,4                                                  |
| 2003                                                   | 8.928                                                  | 105,9                                                  |
| 2004                                                   | 8.898                                                  | 105,5                                                  |
| 2005                                                   | 8.840                                                  | 104,8                                                  |
| 2006                                                   | 8.906                                                  | 105,6                                                  |
| 2007                                                   | 9.002                                                  | 106,7                                                  |
| 2008                                                   | 9.088                                                  | 107,8                                                  |
| 2009                                                   | 9.120                                                  | 108,1                                                  |
| 2010                                                   | 9.152                                                  | 108,5                                                  |
| 2011                                                   | 9.177                                                  | 108,8                                                  |
| 2012                                                   | 9.188                                                  | 108,9                                                  |
| 2013                                                   | 9.201                                                  | 109,1                                                  |
| 2014                                                   | 9.367                                                  | 111,1                                                  |
| 2015                                                   | 9.440                                                  | 111,9                                                  |
| 2016                                                   | 9.525                                                  | 112,9                                                  |
| 2017                                                   | 9.573                                                  | 113,5                                                  |
| 2018                                                   | 9.584                                                  | 113,6                                                  |
| 2019                                                   | 9.641                                                  | 114,3                                                  |
| 2020                                                   | 9.833                                                  | 116,6                                                  |
| 2021                                                   | 9.851                                                  | 116,8                                                  |
| 2022                                                   | 9.917                                                  | 117,6                                                  |
| 2023                                                   | 10.013                                                 | 118,7                                                  |
| 2024                                                   | 10.138                                                 | 120,2                                                  |
| 2025                                                   | 10.256                                                 | 121,6                                                  |

## Politiek

### Structuur
| Wielsbeke        | Wielsbeke        | Supranationaal         | Nationaal                         | Nationaal                         | Gemeenschap               | Gewest                    | Provincie                 | Arrondissement  | Provinciedistrict | Kanton          | Gemeente        |
| ---------------- | ---------------- | ---------------------- | --------------------------------- | --------------------------------- | ------------------------- | ------------------------- | ------------------------- | --------------- | ----------------- | --------------- | --------------- |
| Administratief   | Niveau           | Europese Unie          | België                            | België                            | Vlaanderen                | Vlaanderen                | West-Vlaanderen           | Tielt           | Tielt             | Tielt           | Wielsbeke       |
| Administratief   | Bestuur          | Europese Commissie     | Belgische regering                | Belgische regering                | Vlaamse regering          | Vlaamse regering          | Deputatie                 | Deputatie       | Deputatie         | Deputatie       | Gemeentebestuur |
| Administratief   | Raad             | Europees Parlement     | Kamer van volksvertegenwoordigers | Kamer van volksvertegenwoordigers | Vlaams Parlement          | Vlaams Parlement          | Provincieraad             | Provincieraad   | Provincieraad     | Provincieraad   | Gemeenteraad    |
| Kiesomschrijving | Kiesomschrijving | Nederlands Kiescollege | Kieskring West-Vlaanderen         | Kieskring West-Vlaanderen         | Kieskring West-Vlaanderen | Kieskring West-Vlaanderen | Kieskring West-Vlaanderen | Roeselare-Tielt | Tielt             | Oostrozebeke    | Wielsbeke       |
| Verkiezing       | Verkiezing       | Europese               | Federale                          | Federale                          | Vlaamse                   | Vlaamse                   | Provincieraads-           | Provincieraads- | Provincieraads-   | Provincieraads- | Gemeenteraads-  |

#### Gemeentebestuur 2024-2030
Rik Buyse is burgemeester, Griet Ameye, Mia Deloddere, Jan De Potter, Jonas Haerinck en Benedikt Planckaert zijn schepen. Zij behoren tot samen+, een kartel van de partijen N-VA en U. Het kartel heeft de meerderheid met 11 op 21 zetels.

### Resultaten gemeenteraadsverkiezingen sinds 1976
| Partij               | Partij                                          | 10-10-1976 | 10-10-1976 | 10-10-1982 | 10-10-1982 | 9-10-1988 | 9-10-1988 | 9-10-1994 | 9-10-1994 | 8-10-2000 | 8-10-2000 | 8-10-2006 | 8-10-2006 | 14-10-2012 | 14-10-2012 | 14-10-2018 | 14-10-2018 | 13-10-2024 | 13-10-2024 |
| Stemmen / Zetels     | Stemmen / Zetels                                | %          | 19         | %          | 19         | %         | 19        | %         | 19        | %         | 19        | %         | 19        | %          | 21         | %          | 21         | %          | 21         |
| -------------------- | ----------------------------------------------- | ---------- | ---------- | ---------- | ---------- | --------- | --------- | --------- | --------- | --------- | --------- | --------- | --------- | ---------- | ---------- | ---------- | ---------- | ---------- | ---------- |
|                      | DJL1/ D.P.2/ CD&V+N-VAA/ CD&V3                  | -          |            | 6,091      | 0          | 12,291    | 1         | 42,422    | 8         | 36,842    | 7         | 43,05A    | 9         | 53,98A     | 12         | 46,23      | 11         | -          |            |
|                      | CD&V+N-VAA/ N-VA1/ samen+B                      | -          |            | -          |            | -         |           | -         |           | -         |           | 43,05A    | 9         | 53,98A     | 12         | 20,21      | 4          | 43,0B      | 11         |
|                      | Welvaart Door Vrede.1/ U.2/ samen+B             | 76,371     | 15         | 85,471     | 19         | 76,631    | 17        | 51,461    | 11        | 54,071    | 11        | 42,461    | 9 (8+1)   | 39,562     | 9          | 21,72      | 5          | 43,0B      | 11         |
|                      | Vlaams Blok1/ Vlaams Belang2/ Wielsbeke Anders3 | -          |            | -          |            | -         |           | -         |           | 9,091     | 1         | 10,222    | 1         | 6,463      | 0          | 9,22       | 1          | 9,72       | 1          |
|                      | Lijst Burgemeester                              | -          |            | -          |            | -         |           | -         |           | -         |           | -         |           | -          |            | -          |            | 27,8       | 6          |
|                      | TEAM8710                                        | -          |            | -          |            | -         |           | -         |           | -         |           | -         |           | -          |            | -          |            | 15,8       | 3          |
|                      | sp.a                                            | -          |            | -          |            | -         |           | -         |           | -         |           | 4,27      | 0         | -          |            | -          |            | -          |            |
|                      | PVV1/ GB2                                       | -          |            | 8,441      | 0          | 11,082    | 1         | 6,112     | 0         | -         |           | -         |           | -          |            | -          |            | -          |            |
|                      | RAA                                             | 23,63      | 4          | -          |            | -         |           | -         |           | -         |           | -         |           | -          |            | -          |            | -          |            |
| Anderen(*)           | Anderen(*)                                      | -          |            | -          |            | -         |           | -         |           | -         |           | -         |           | -          |            | 2,7        | 0          | 3,6        | 0          |
| Totaal stemmen       | Totaal stemmen                                  | 5489       | 5489       | 5676       | 5676       | 5963      | 5963      | 6128      | 6128      | 6525      | 6525      | 6673      | 6673      | 6853       | 6853       | 7071       | 7071       | 5151       | 5151       |
| Opkomst %            | Opkomst %                                       |            |            |            |            | 97,31     | 97,31     | 96,13     | 96,13     | 96,18     | 96,18     | 97,09     | 97,09     | 97,00      | 97,00      | 96,9       | 96,9       | 67,9       | 67,9       |
| Blanco en ongeldig % | Blanco en ongeldig %                            | 3,63       | 3,63       | 2,29       | 2,29       | 4,76      | 4,76      | 5,76      | 5,76      | 5,78      | 5,78      | 3,79      | 3,79      | 4,47       | 4,47       | 4,1        | 4,1        | 2,0        | 2,0        |

De rode cijfers naast de gegevens duiden aan onder welke naam de partijen telkens bij een verkiezing opkwamen.

De zetels van de gevormde meerderheid staan vetjes afgedrukt. De grootste partij is in kleur.

(*) 2018: Onafhankelijk Alternatief, 2024: VVV.

### Burgemeesters
Als agent municipal:
- 0000-1798: Joseph Gellynck
- 1798: Francies Coopman
- 1798-1800: Petrus Franciscus De Scheemaeker:

Als burgemeester:
- 1800-1802: Petrus Franciscus De Scheemaeker
- 1802-1820: Eugenius De Brabandere
- 1820-1844: Pieter Van Rysselberghe
- 1844-1846: Augustin De Coninck (ad interim)
- 1846-1861: Augustin De Coninck
- 1861-1896: Francies De Coninck

- 1896-1898: Angelus De Corte (ad interim)

- 1898-1915: Angelus De Corte
- 1916-1919: Ferdinand Lambrecht (ad interim)
- 1919-1921: Ferdinand Lambrecht
- 1921-1932: Karel Lauwers
- 1933-1940: André Lambrecht
- 1941-1944: Maurits Delagrange (oorlogsburgemeester)
- 1944-1945: André Lambrecht
- 1945-1946: Victor Desmet
- 1947-1982: Maurice-Joseph Lambrecht
- 1983-1994: Noël Demeulenaere (WDV)
- 1994-2006: Georges Lambrecht (WDV)
- 2007-2009: Filiep De Vos (CD&V)
- 2010-2024: Jan Stevens (CD&V)
- 2024-heden: Rik Buyse (samen+)

## Bekende Wielsbekenaars
- Jan Callewaert (1956-2022), ondernemer en sportbestuurder
- Roger De Clerck (1924-2015), alias "boer de Clerck", stichter van de textielfabriek Beaulieu
- Noël Demeulenaere (1938), oud-burgemeester, oud-OCMW-voorzitter en oud-directeur bij Beaulieu
- Niko Eeckhout (1970), wielrenner
- Jan Lambrecht (1926-2023), jezuïet, bijbelkenner en hoogleraar
- Tessa Wullaert (1993), professionele voetbalspeelster bij Inter Milaan en het nationaal vrouwenelftal.[6]

## Nabijgelegen kernen
Sint-Baafs-Vijve, Oostrozebeke, Sint-Eloois-Vijve